# Lars Møller (spydkaster)
 Der er flere personer med dette navn, se Lars Møller.
Lars Møller Laursen (født 3. marts 1982) er en dansk spydkaster som stilte op for Sparta Atletik i perioden 2000-2010 og derefter for Aarhus 1900.
Lars Møller repræsenterede det danske landshold i 2006 og i 2007, hvor han satte sin personlig rekord med et kast på 76,08 meter. Begge år blev han også dansk mester.
Han valgte i foråret 2012 at stoppe sin spydkastkarriere pga. en tilbagevendende skulderskade. Han er nu folkeskolelærer på Næshøjskolen i Harlev. 

## Persondata
- Højde: 184cm
- Vægt: 85 kg

## Internationale ungdomsmesterskaber
- 2002  U21-NM  Spydkast  5. plads  60,38
- 2001  U21-NM  Spydkast  7. plads  54,38

## Danske mesterskaber
- Guld 2011  Spydkast  67,99
- Guld 2009  Spydkast  69,xx
- Guld 2008  Spydkast  70,xx
- Guld 2007  Spydkast  70,86
- Guld 2006  Spydkast  72,29
- Sølv 2005  Spydkast  67,98
- Sølv 2004  Spydkast  61,69
- Sølv 2003  Spydkast  67,64
- Femteplads     2002  Spydkast  61,54
- Fjerdeplads     2001  Spydkast  53,92